# まつりつくば
まつりつくばとは、毎年8月下旬に日本・茨城県つくば市で行われるイベントである。

## 概要
つくば市を挙げて行う新旧交流イベントとしてはじまったまつりである。来場者数は例年40万人を超える。筑波研究学園都市であり、他地域・外国出身者も多いことから、民族的・地域的に多種多様な文化が混ざっている。各種伝統芸能やコンサート、大道芸、神輿、ねぶたなどのパレード等が行われる。同都市中心部等を会場とする。
出店は約500店舗。露天商によるものだけではなく、地元企業や業界団体・職能団体や百貨店・商店、飲食店等もテントを張って模擬店を出店している。まつり2日目には、日本神輿協会が主催する第9回大江戸神輿まつりに登場した日本一大きいつくば万灯大神輿（つくば神輿連合）の大渡御が開催される。

## 歴史
- 1981年（昭和56年） 4月、まつりつくば'81（第1回）を桜村（当時）にて開催。
- 1997年（平成9年） 青森小ねぶた導入し、センター広場でねぶたまつり（つくば青年会議所）実施。
- 1998年（平成10年） 土浦学園線を通行止めにしたまつりパレード実施。

時の警察署長の名言「大動脈を通行止めにするに当たって、平成になって最初で最後の通行止め」
- 2000年（平成12年） まつりつくばに参加する神輿団体でつくば神輿連合設立。
- 2001年（平成13年）
  - パレードが2日間開催になる。
  - 日本一つくば万灯大神輿（つくば神輿連合）が初渡御をおこなう。
- 2004年（平成16年） この年より開催が毎年8月最終土日に変更となる。
- 2005年（平成17年） この年のみ、つくばエクスプレス開通記念として8月24日から28日までの5日間開催となる。
- 2007年（平成19年） つくば万博出車復活。
- 2011年（平成23年）つくば万灯大神輿、東日本大震災復興祈願大神輿渡御を開催。
- 2012年（平成24年） 市制25周年を記念し研究学園会場にて前夜祭として花火大会を開催。つくば万灯大神輿 東日本復興大震災／つくば竜巻災害復興祈願渡御を開催。
- 2013年（平成25年） 筑波研究学園都市建設閣議了解50周年を記念し筑波研究学園都市50周年記念事業として開催。宇宙やロボットをテーマに最先端の科学の街を紹介。また50周年特別企画がノバホールにて開催。つくば万灯大神輿は東日本復興大震災／つくば竜巻災害復興祈願渡御として開催。
- 2014年（平成26年）この年より、まつりパレードに秋田竿燈まつりが加わる。
- 2016年（平成28年）この年より、まつりパレードに盛岡さんさ踊りが加わる[1]。
- 2017年（平成29年）この年のみまつりパレードで、東京ディズニーリゾート・スペシャルパレードを行った[2]。
- 2019年（令和元年）いきいき茨城ゆめ国体2019・いきいき茨城ゆめ大会2019の開催を記念し、「つくば市炬火イベント」などの国体関連イベントが多数行われた。
- 2020年（令和2年）新型コロナウイルスの感染拡大防止のため、この年のまつりを全面中止
- 2021年（令和3年）前年と同様、新型コロナウイルスの感染拡大防止のため、この年のまつりを全面中止したが、代替企画として、ARフォトコンテスト、スマホスタンプラリー、オンラインステージを行った。
- 2022年（令和4年）会場を研究学園駅前に移し、3年ぶりの開催を目指していたが、新型コロナウイルスの感染拡大が続いていることを理由に全面中止。これで、3年連続の中止となった[3]。
- 2023年（令和5年）2019年以前の規模で、会場をつくば駅周辺に戻し、4年ぶりに開催[4]。ねぶたは通常通り行われたが、秋田竿燈まつり・盛岡さんさ踊りは実施されなかった。

## 内容

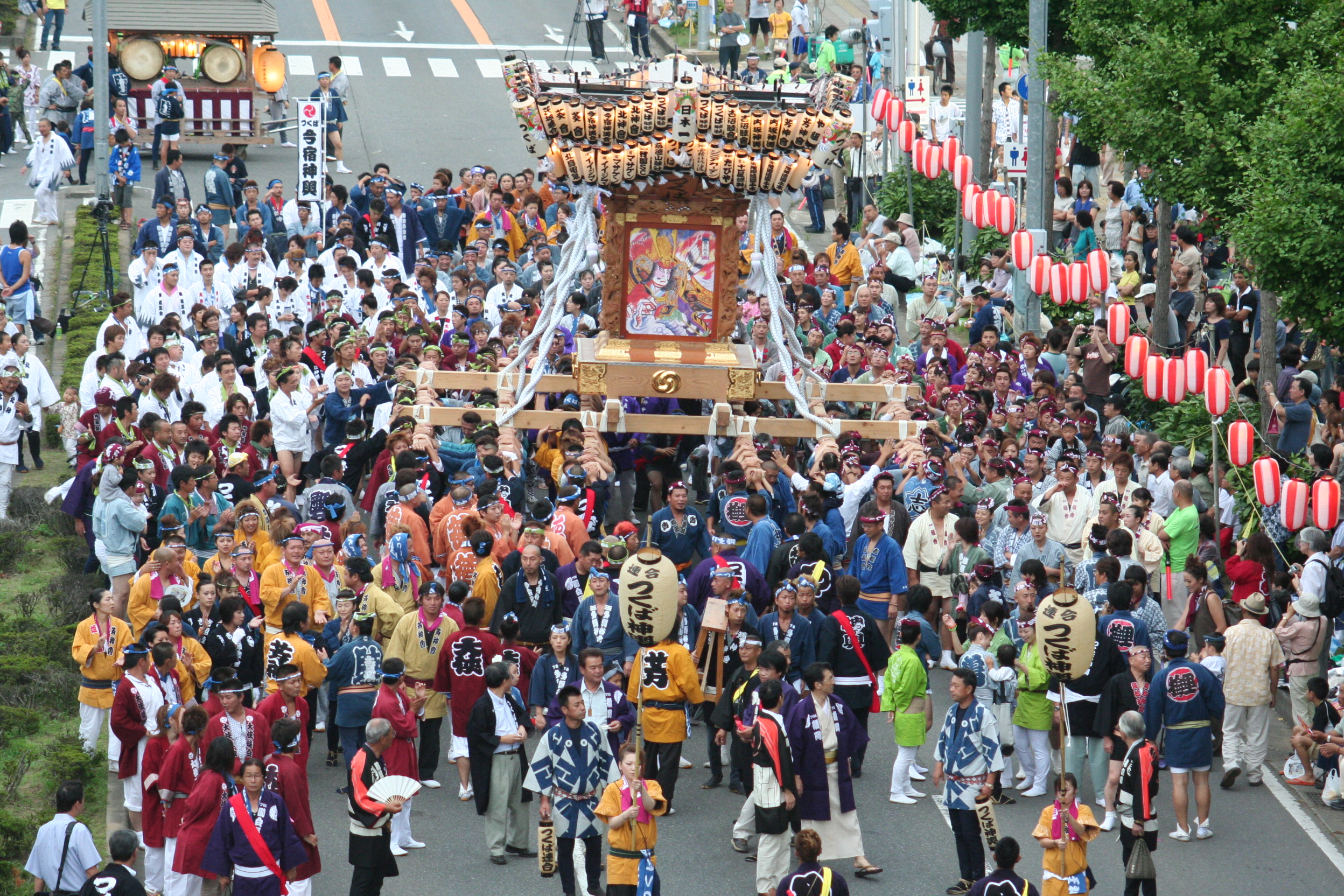
大万灯神輿

バザー広場
地元の商工会や物産会、飲食店やホテルなどが出店で商品を販売する。
アートタウンつくば
大道芸人によるパフォーマンスが行われる（中央公園付近、つくば公園通り）。2010年は研究学園駅前公園（研究学園駅南側）で開催された。
センター広場特設ステージ
地元の団体や招待した芸能人・歌手、よさこいソーランや子供向けのヒーローショーなどが行われる。
パフォーマンスステージ
大清水公園を会場に地元の団体や招待したよさこいソーランなどが行われる。
ワールドレストラン
つくば市は日本と国交がある195か国のうち130以上の国々から科学研究目的などで集まった外国人が暮らしている国際都市であり、世界各国の郷土料理などの食を通じた文化交流を楽しむことができる出店が多く並ぶ。
まつり大パレード
土浦学園線の学園東交差点 - 学園西交差点（学園東大通り - 学園西大通りの間）を閉鎖して行われる。日本一の大神輿やねぶた等が登場する。2014年からは、竿燈も加わっている。
ねぶたは、現在青森ねぶたまつりに次ぐ、国内2番目の規模に成長。土浦学園線が片側3車線と広いことを利用し、本場青森ねぶたとほぼ同じ大きさのねぶた（大ねぶた）が例年4基程度運行される。現在はまつりつくば向けに制作された新作、及び青森ねぶたで過去実際に運行されたものをいくつかのパーツに分割したものを、つくばカピオ前に設けられるねぶた小屋で組み立て直し、運行している。この他、筑波大学芸術専門学群学生が製作したオリジナルねぶた、2009年より運行を開始した「風船バルーンねぶた」、小ねぶた等、あわせて10基以上が運行されている。
2001年、日本一つくば大万灯大神輿（つくば神輿連合）が初渡御を行う。
2007年以降、1985年に行われたつくば万博を記念して製作された「万博山車」も運行されている。

## 交通アクセス

### 鉄道・バス利用
- つくばエクスプレスつくば駅下車。

まつり大パレードに合わせ、イベント当日は2日間とも夕方に守谷発つくば行きの下り普通列車が、夜につくば発守谷行きの上り普通列車が臨時便として運行される。
- JR常磐線土浦・荒川沖・ひたち野うしくの各駅から関東鉄道バス『つくばセンター』行きに乗車し、終点下車。

- JR常磐線・水郡線・鹿島臨海鉄道大洗鹿島線水戸駅から関東鉄道バス運行の高速バス『急行TMライナー』で『つくばセンター』行きに乗車し、終点下車。

### 車利用
- 常磐自動車道桜土浦ICより、国道354号、県道55号利用。臨時駐車場有り。

開催者は公共交通機関を使用することを推奨している。2010年につくば市役所が開設されたことにより、同年以降は市役所駐車場を無料臨時駐車場とし、研究学園駅 - つくば駅の往復割引切符（おとな往復200円、こども往復100円）が販売されている（2023年は販売無し）。
つくば市のコミュニティバス、つくバスは、まつり開催日の2日間に限り、1日乗車券の販売額をおとな300円、こども150円で割引販売している。
以前はテクノパーク桜に臨時駐車場を開設し、無料送迎バスを配置していたが、つくばエクスプレス開通により廃止された。2008年度は春日地区、万博記念公園駅前に臨時駐車場が開設された（かつては研究学園駅前にも臨時駐車場が開設されていたが、駅前の開発に伴い臨時駐車場は設置されなくなった）。